# Radical 153
El radical 153, representado por el carácter Han 豸, es uno de los 214 radicales del diccionario de Kangxi. En mandarín estándar es llamado 豸部, (zhì bù); en japonés es llamado 豸部, ちぶ (chibu), y en coreano 치 (chi). En los textos occidentales es conocido como «radical “tejón”».
El radical 153 aparece siempre en el lado izquierdo de los caracteres que clasifica. Los caracteres clasificados bajo el radical «tejón» suelen tener significados relacionados con los animales. Como ejemplo de lo anterior están 豹, ‘pantera’; 貂, ‘visón’; 貍, ‘mapache’.

## Nombres populares
- Mandarín estándar: 豸, zhì.
- Coreano: 갖은돼지시부, gaejun dwaeji si bu, ‘radical si-cerdo variante’ (por el parecido con el radical 152, 豕).
- Japonés:　貉偏（むじなへん）, mujinahen, ‘parte izquierda del carácter «tejón» (貉)’.
- En occidente: radical «tejón».

## Galería
| Estilos antiguos                                 | Estilos antiguos                  | Estilos antiguos                        | Estilos antiguos                   | Estilos antiguos                   | Estilos empleados actualmente       | Estilos empleados actualmente  | Estilos empleados actualmente    | Estilos empleados actualmente   | Estilos empleados actualmente  |
|                                                  |                                   |                                         |                                    |                                    |                                     | 豸                             | 豸                               |                                 |                                |
| 甲骨文 jiǎgǔwén (escritura de huesos oraculares) | 金文 jīnwén (escritura de bronce) | 简帛 jiǎnbó (escritura de bambú y seda) | 篆文 zhuànwén (escritura de sello) | 篆文 zhuànwén (escritura de sello) | 隸書 lìshū (estilo de los escribas) | 楷書 kǎishū (estilo regular)   | 楷書 kǎishū (estilo regular)     | 行書 xǐngshū (estilo corriente) | 草書 cǎoshū (estilo de hierba) |
| 甲骨文 jiǎgǔwén (escritura de huesos oraculares) | 金文 jīnwén (escritura de bronce) | 简帛 jiǎnbó (escritura de bambú y seda) | 大篆 dàzhuàn (sello grande)        | 小篆 xiǎozhuàn (sello pequeño)     | 隸書 lìshū (estilo de los escribas) | 繁體／繁体 fántǐ (tradicional) | 简体／簡體 jiǎntǐ (simplificado) | 行書 xǐngshū (estilo corriente) | 草書 cǎoshū (estilo de hierba) |

## Caracteres con el radical 153
| trazos | carácter             |
| ------ | -------------------- |
| + 0    | 豸                   |
| + 3    | 豹 豺 豻             |
| + 4    | 豼 豽                |
| + 5    | 豾 豿 貀 貁 貂 貃    |
| + 6    | 貄 貅 貆 貇 貈 貉 貊 |
| + 7    | 貋 貌 貍             |
| + 8    | 貎 貏                |
| + 9    | 貐 貑 貒 貓          |
| + 10   | 貔 貕 貖             |
| + 11   | 貗 貘 貙             |
| + 12   | 貚                   |
| + 18   | 貛                   |
| + 20   | 貜                   |